# Nhà thờ chính tòa Alcalá de Henares
Nhà thờ chính tòa Thánh Justus và Thánh Pastor ở Alcalá de Henares (Tiếng Tây Ban Nha: Catedral de los Santos Niños Justo y Pastor de Alcalá de Henares) là nhà thờ chính tòa nằm ở Alcalá de Henares, Tây Ban Nha. Nhà thờ được công nhận là Bien de Interés Cultural năm 1904.

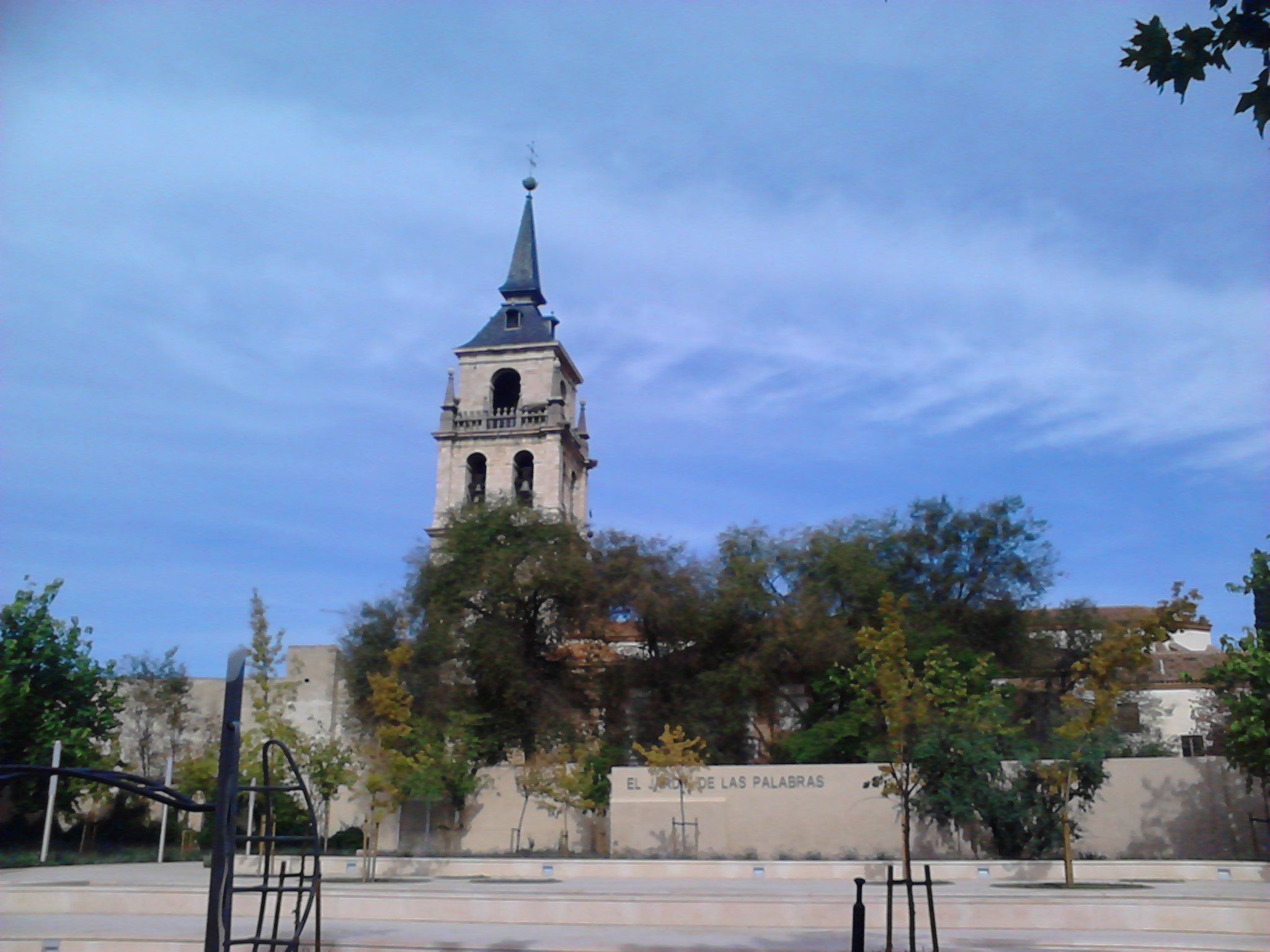
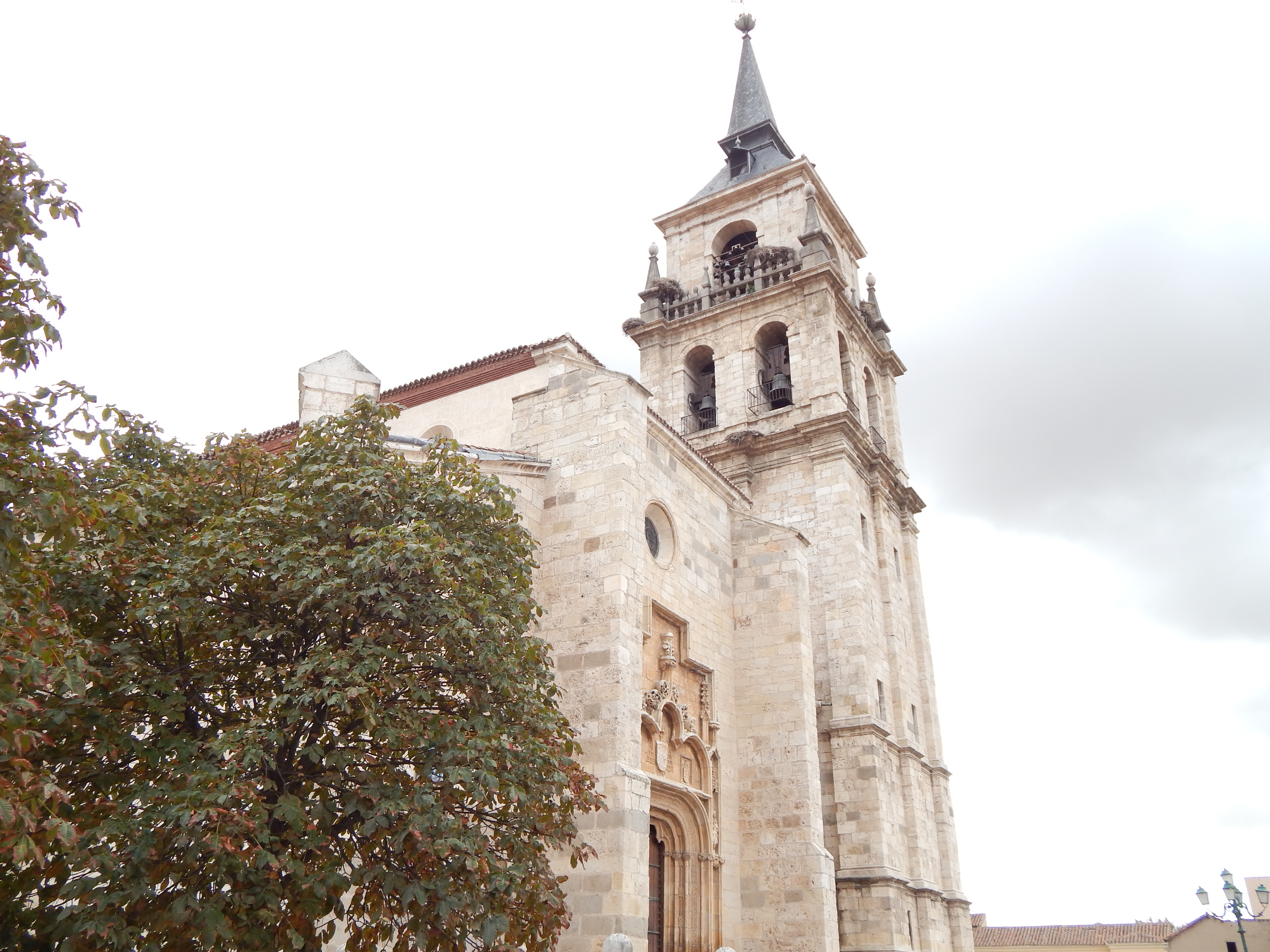
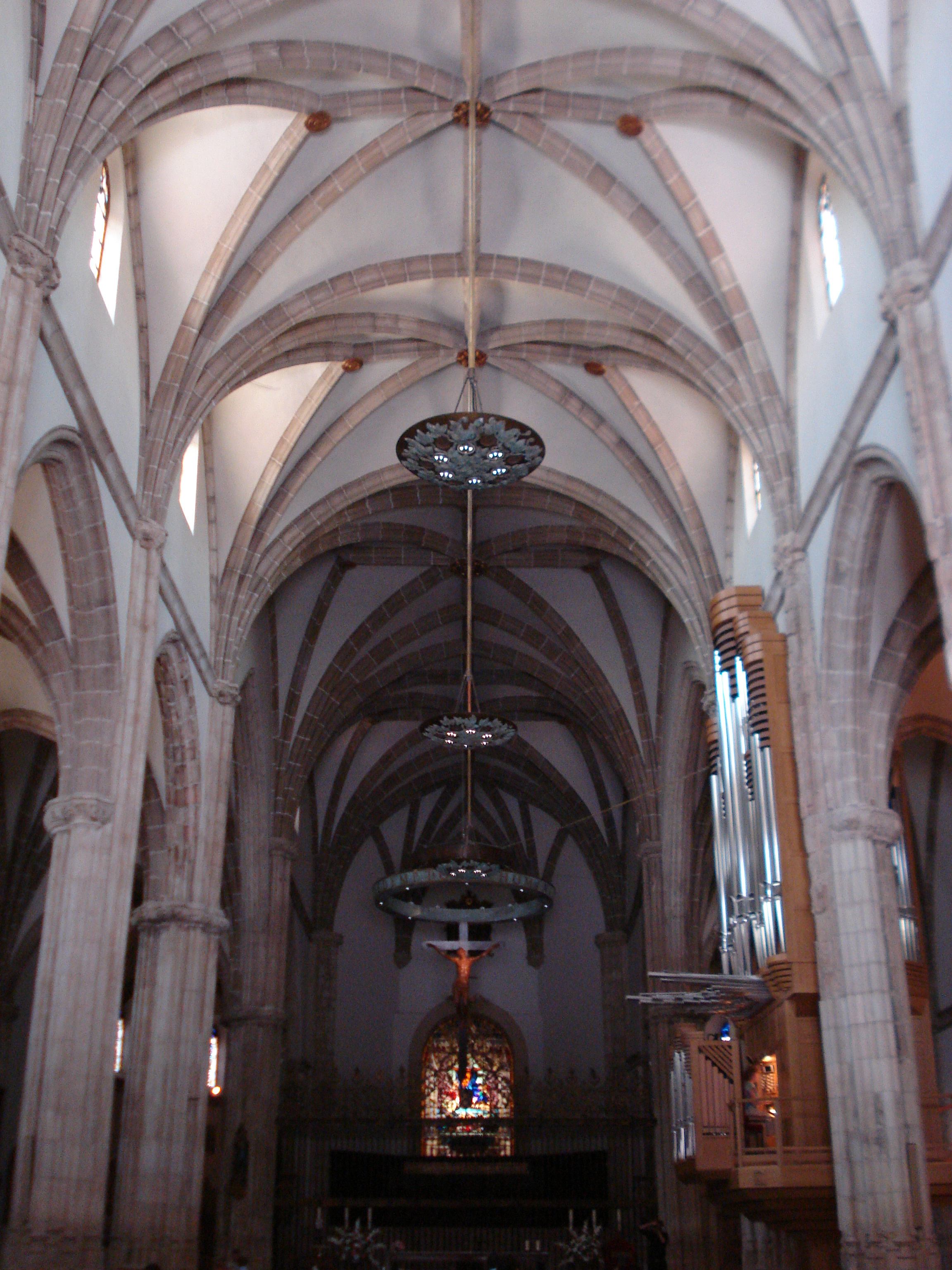
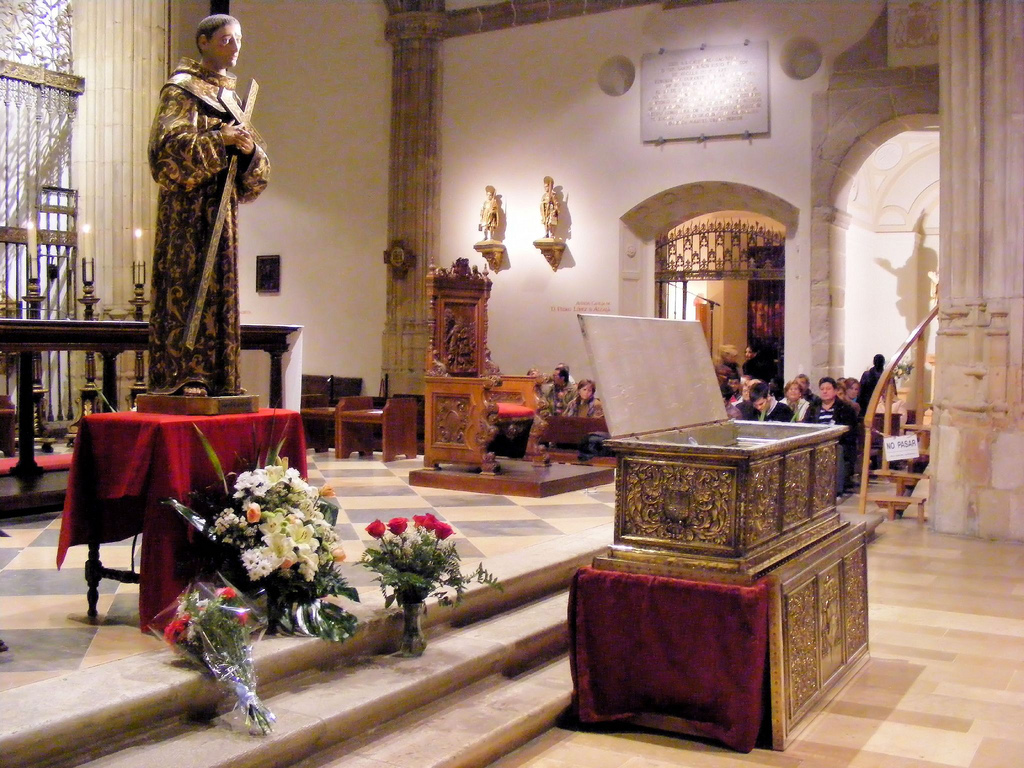
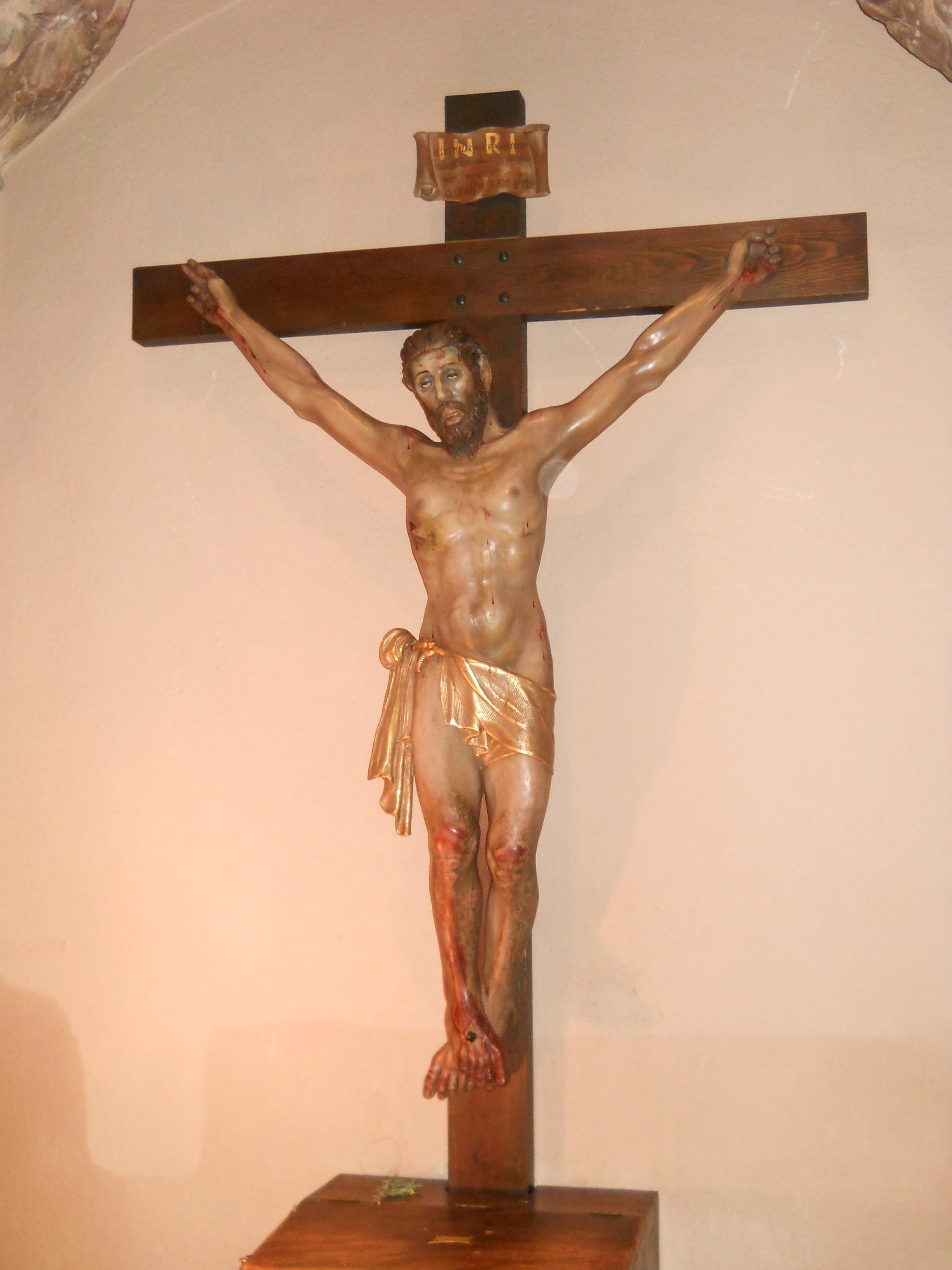
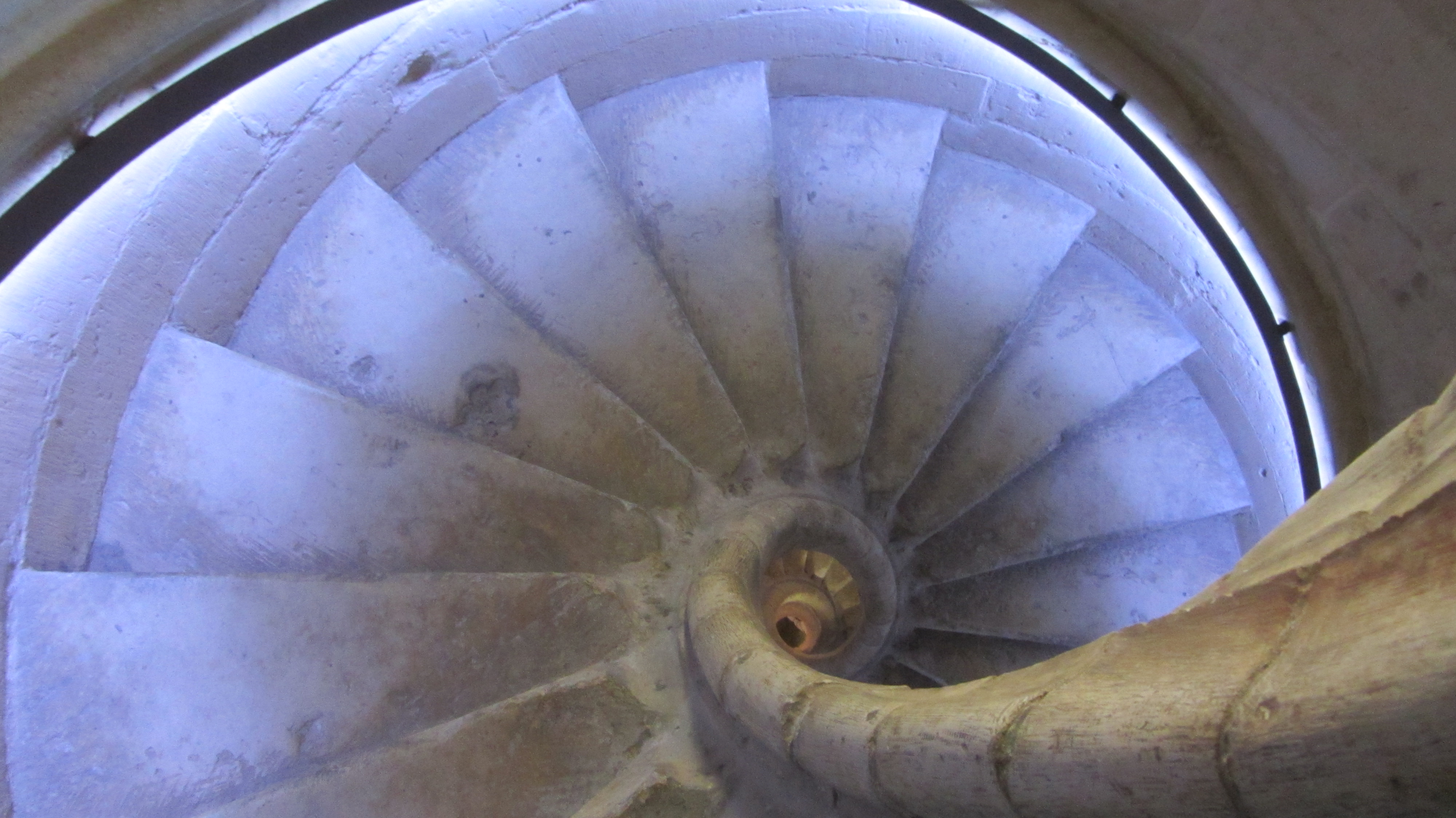
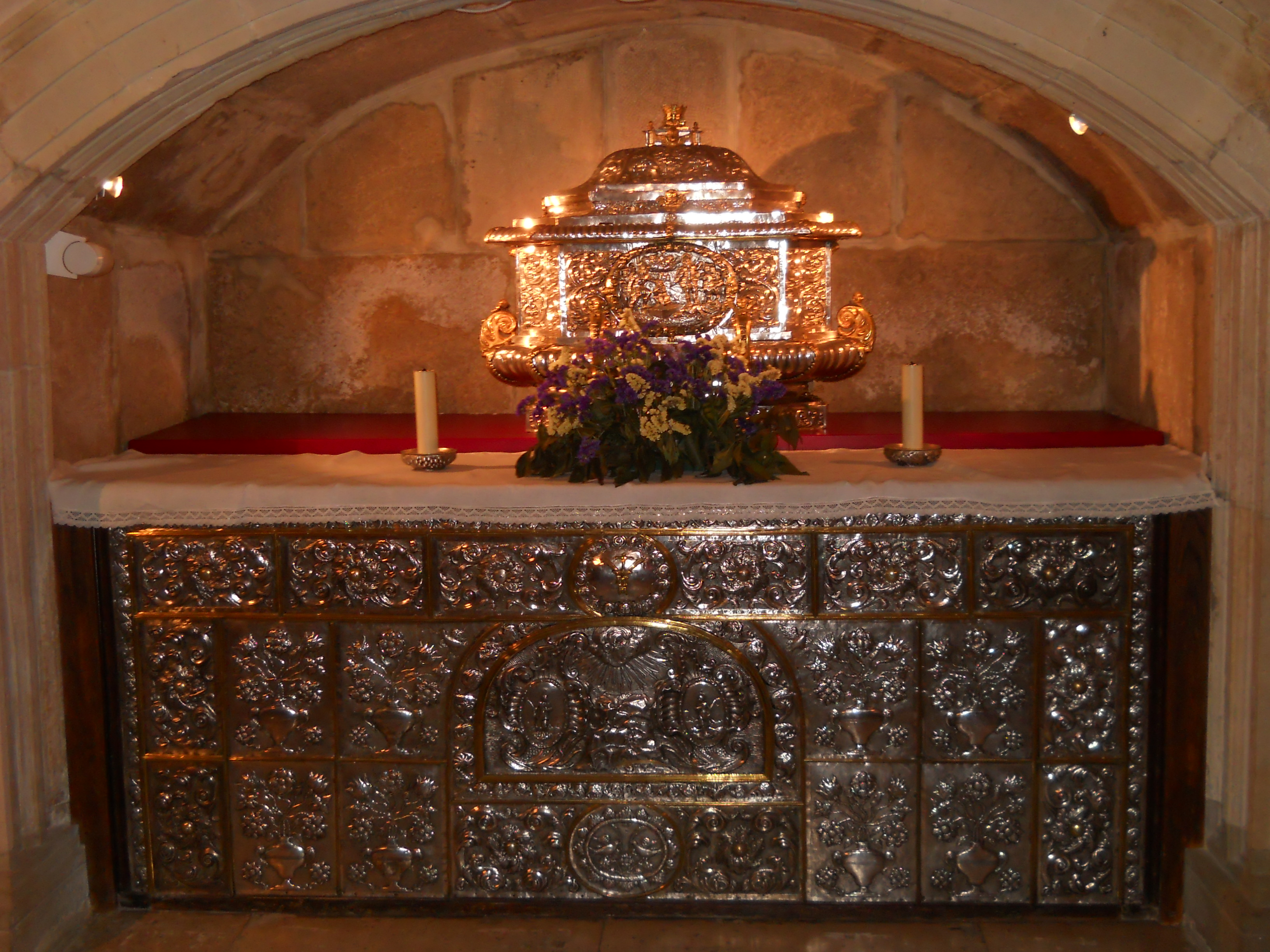
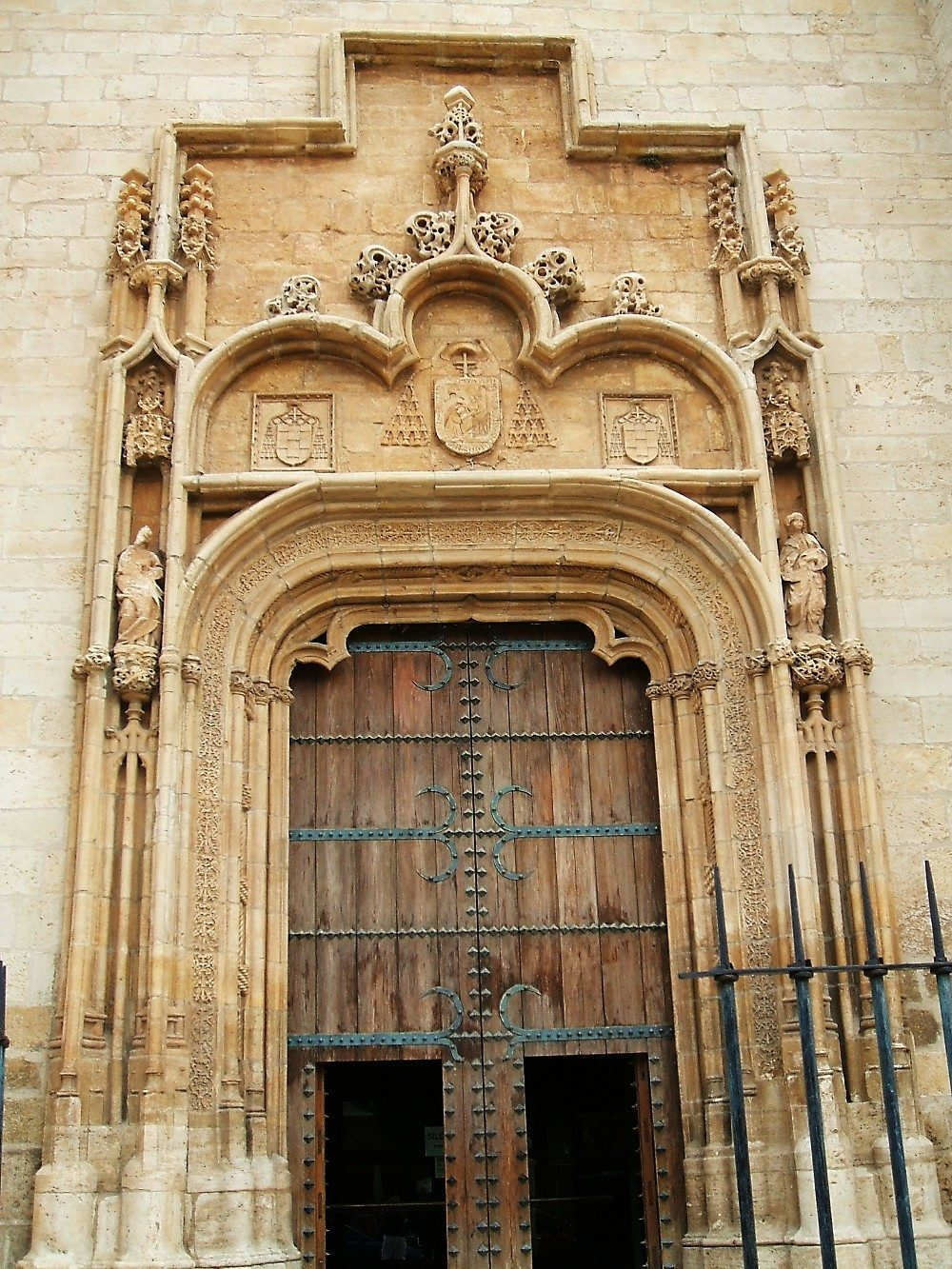
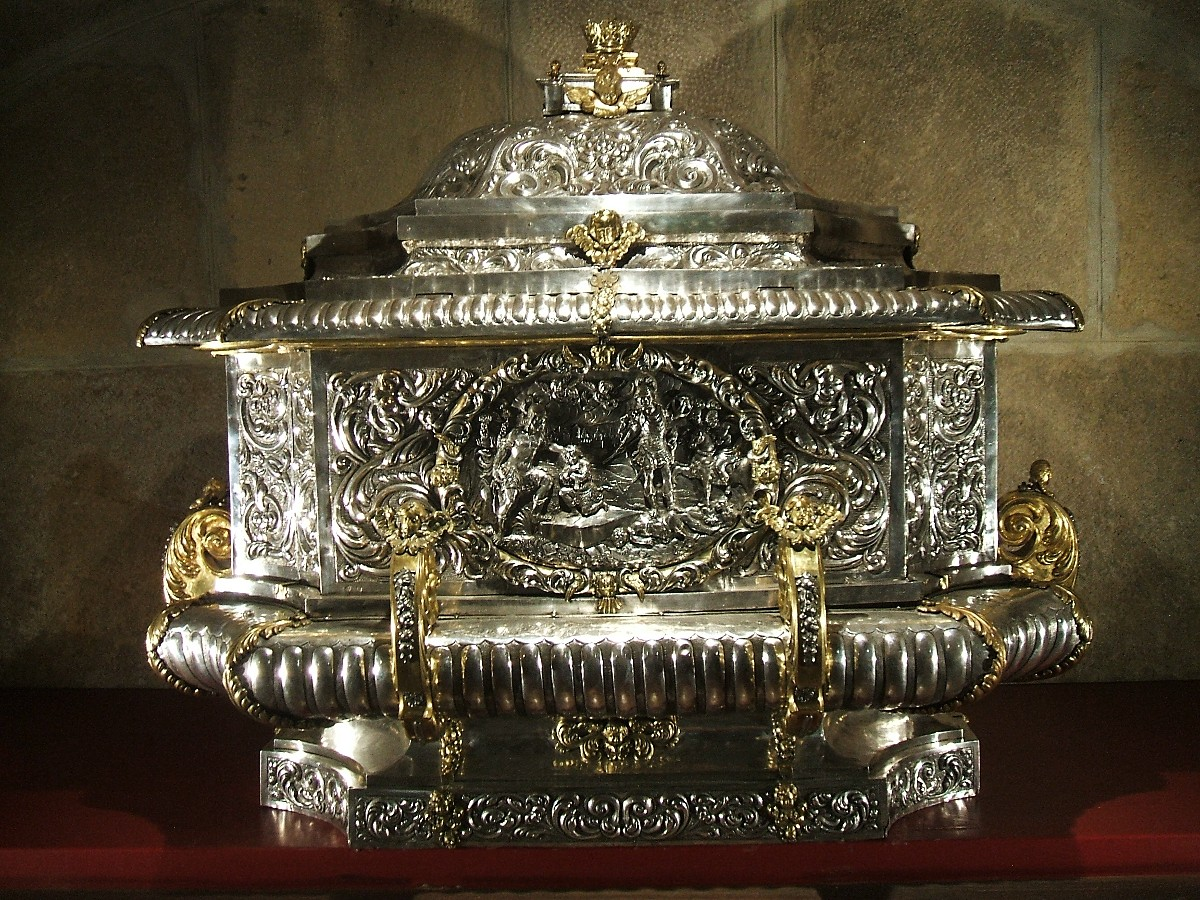